# 稲沢郵便局
稲沢郵便局（いなざわゆうびんきょく）は愛知県稲沢市にある郵便局。民営化前の分類では集配普通郵便局であった。

## 概要
住所：〒492-8799 愛知県稲沢市朝府町15-6

## 沿革
- 1874年（明治7年）6月10日 - 稲葉（いなば）郵便取扱所として開設[1]。
- 1875年（明治8年）1月1日 - 稲葉郵便局（五等）となる。
- 1876年（明治9年）3月21日 - 為替取扱を開始。
- 1879年（明治12年）4月15日 - 貯金取扱を開始。
- 1887年（明治20年）10月31日 - 稲沢郵便局に改称。
- 1897年（明治30年）2月21日 - 稲沢郵便電信局となる。
- 1903年（明治36年）4月1日 - 通信官署官制の施行に伴い稲沢郵便局となる。
- 1957年（昭和32年）11月1日 - 特定郵便局から普通郵便局に局種別改定[2]。
- 1959年（昭和34年）9月 - 局舎落成。
- 1962年（昭和37年）2月25日 - 電話交換および和文電報配達業務を、稲沢電報電話局に移管。
- 1974年（昭和49年）9月23日 - 稲沢市稲沢町から、同市朝府町に局舎を新築、移転。
- 1998年（平成10年）9月1日 - 外国通貨の両替および旅行小切手の売買に関する業務取扱を開始。
- 2007年（平成19年）10月1日 - 民営化に伴い、併設された郵便事業稲沢支店に一部業務を移管。
- 2012年（平成24年）10月1日 - 日本郵便株式会社発足に伴い、郵便事業稲沢支店を稲沢郵便局に統合。

## 取扱内容
- 郵便、印紙、ゆうパック、内容証明
- 貯金、為替、振替、振込、国際送金、国債、投資信託
- 生命保険、バイク自賠責保険、自動車保険、がん保険、引受条件緩和型医療保険
- ゆうちょ銀行ATM
- 「492-00xx」「492-80xx」「492-81xx」「492-82xx」「492-83xx」「492-84xx」区域（稲沢市＝旧中島郡平和町域、旧中島郡祖父江町域を除く各区域）の集配業務
- ゆうゆう窓口

## 周辺
- 稲沢市役所
- 稲沢警察署
- 稲沢市産業会館
- 稲沢市総合体育館
- アピタタウン稲沢・ユニー本社
- 名古屋文理大学
- 愛知文教女子短期大学
- 稲沢市荻須記念美術館

## アクセス
- 名鉄名古屋本線 国府宮駅から西へ約2.5km（徒歩で約29分）。
- 名鉄バス「稲沢市役所前」停留所下車。
- 稲沢市コミュニティバス「市役所南」停留所下車。
- 名神高速道路 一宮ICから南西へ約7km。
- 愛知県道14号岐阜稲沢線（西尾張中央道）沿い。
- 駐車場あり：19台